# Hans Konheisner
Hans Konheisner (ur. 17 grudnia 1896 w Skoczowie, zm. 14 października 1977 we Frankfurcie nad Menem) – śląsko-niemiecki malarz, grafik i rysownik, przez pierwszą część życia związany ze Śląskiem Cieszyńskim, drugą – z Niemcami.

## Życiorys
Jego ojciec pochodził z Moraw, a matka z Dolnego Śląska. Rodzice prowadzili w Skoczowie dobrze prosperującą restaurację z wyszynkiem piwa z arcyksiążęcego browaru w Cieszynie. Ojciec był poza tym członkiem rady gminnej w Skoczowie.
Hans Konheisner po ukończeniu szkoły wydziałowej w Skoczowie podjął studia na Akademii Handlowej w Ołomuńcu. Od wczesnej młodości pociągało go malarstwo. Już w Ołomuńcu zaczął szkicować i rysować karykatury. Po wybuchu I wojny światowej wprost z Akademii został zmobilizowany do wojska, ale dwukrotne ciężkie zapalenie płuc wyeliminowało go ze służby liniowej. Pozostał w spokojnym, oddalonym od frontów Wiedniu, wolny czas przeznaczając na zwiedzanie muzeów i galerii oraz na coraz bardziej zaawansowane próby malarskie. W tym czasie w wiedeńskich czasopismach ukazują się jego pierwsze rysunki.
Po zakończeniu wojny wrócił do Skoczowa, jednak już w 1922 r. wyjechał do Berlina. Pracował tam w banku, jednocześnie dokształcając się w malarstwie. Po powrocie do Skoczowa znalazł zatrudnienie jako urzędnik w zarządzie cementowni w Goleszowie. Jednocześnie coraz więcej malował – głównie pejzaże i widoki rodzinnego miasta, ale tworzył również portrety. Próbował też sił w innych technikach, m.in. w drzeworycie: z końca lat 30. XX w. pochodzi szereg jego prac, przedstawiających różne zakątki Skoczowa czy pojedyncze obiekty architektury, dziś często mających już rangę dokumentacyjną.
Koniec lat 30. oraz lata II wojny światowej to najlepszy okres w twórczości H. Konheisnera. W 1942 r. wziął udział w wielkiej wystawie sztuki w Bytomiu. W następnym roku jego obraz pt. Widok na Skoczów o poranku otrzymał Nagrodę Miast Górnośląskich, po czym eksponowano go na wystawie sztuki w Monachium.
W 1945 r. wyjechał do Niemiec. Zamieszkał w Hesji, później przeniósł się do Frankfurtu. Malował już coraz mniej, nie odnosząc już zresztą większych sukcesów. Parał się głównie grafiką. Współpracował z gazetami, w latach 1954–61 zajmował się głównie karykaturą polityczną. Zachowało się ok. 250 karykatur publikowanych w „Die Welt” i „Frankfurter Allgemeine Zeitung”. Drzeworyty z okresu skoczowskiego reprodukowane są od czasu do czasu przez lokalne wydawnictwa z terenu Śląska Cieszyńskiego.